# Salussola
Salussola är en ort och kommun i provinsen Biella i regionen Piemonte i Italien. Kommunen hade 1 924 invånare (2018).